# Elida, Novi Meksiko
Elida je gradić u okrugu Rooseveltu u američkoj saveznoj državi Novom Meksiku. Prema popisu 2000. u Elidi su živjelo 183 stanovnika. 
Filantrop Addie Peed Swearingen iz Portalesa odrastao je u Elidi i živio na tamošnjem ranču od 1960. do 1979. godine. Drugi poznati stanovnik Elide je bivši trener Texas Tech Red Raidersa Larry Hays.

## Zemljopis
Nalazi se na 33°56′43″N 103°39′15″W / 33.94528°N 103.65417°W (33.945246, -103.654191). Prema Uredu SAD-a za popis stanovništva, zauzima 2,1 km2 površine, sve suhozemne.

## Stanovništvo
Prema podatcima popisa 2000. u Elidi je bilo 183 stanovnika, 76 kućanstava i 50 obitelji, a stanovništvo po rasi bili su 90,71% bijelci, 9,29% ostalih rasa. Hispanoamerikanaca i Latinoamerikanaca svih rasa bilo je 27,32%.